# Pradoxa confirmata
Pradoxa confirmata es una especie de molusco gasterópodo marino de la familia Muricidae en el orden de los Neogastropoda.

## Distribución geográfica
Es endémica de Santo Tomé y Príncipe y Annobón, todas en el golfo de Guinea.